# Al II-lea amendament la Constituția Statelor Unite ale Americii
Al II-lea amendament la Constituția Statelor Unite protejează dreptul de a deține și de a purta arme. A fost ratificat la 15 decembrie 1791, alături de celelalte nouă articole din Bill of Rights. În cazul Districtul Columbia v. Heller⁠(d) (2008), Curtea Supremă a afirmat pentru prima dată că amendamentul protejează dreptul individului de a deține o armă la domiciliu în vederea autoapărării, menționând totodată că dreptul nu este nelimitat și nu exclude existența unor interdicții de lungă durată precum cele care interzic „deținerea de arme de foc de către infractori și suferinzii de boli psihice” sau restricții privind „purtarea de arme periculoase și neobișnuite”. În cazul McDonald v. Primăria Chicago⁠(d) (2010), Curtea Supremă a hotărât că guvernele statale⁠(d) și locale⁠(d) sunt împiedicate în aceeași măsură⁠(d) ca guvernul federal din a încălca acest drept.
Al doilea amendament a fost bazat parțial pe dreptul de a deține și păstra arme cuprins în dreptul comun englez și a fost influențat de Declarația drepturilor din 1689. Sir William Blackstone⁠(d) a descris acest drept ca fiind unul auxiliar, susținând atât dreptul natural la autoapărare și rezistență în fața opresiunii, cât și datoria civică de a acționa împreună în apărarea statului. Orice descriere a unor drepturi ca fiind auxiliare trebuie privită în contextul unei Legi a Drepturilor, document al cărui scop inerent este să permită unui grup de indivizi să realizeze un obiectiv comun și nu de a enumera sau clasifica importanța unor drepturi. În timp ce atât James Monroe, cât și John Adams au susținut ratificarea Constituției, cel mai influent redactor a fost James Madison. În Federalist No. 46⁠(d), Madison a scris despre modul în care o armată poate fi ținută sub control de către milițiile statale, „unei armate permanentă... i se va împotrivi o miliție”. Acesta a susținut că milițiile de stat „ar fi capabile să țină piept pericolului” reprezentat de o armată federală. De asemenea, „se poate pune la îndoială dacă o miliție ar putea fi vreodată în astfel de circumstanțe cucerită de o asemenea proporție de trupe regulate”. Acesta a comparat guvernul federal al Statelor Unite cu regatele europene, pe care le-a caracterizat ca neavând „încredere într-un popor înarmat” și a asigurat că „existența guvernelor subordonate... formează o barieră împotriva oricărei ambiții”.
Până în ianuarie 1788, Delaware, Pennsylvania, New Jersey, Georgia și Connecticut au ratificat Constituția fără să insiste asupra amendamentelor.  Au fost propuse mai multe amendamente, dar nu au fost adoptate la momentul ratificării Constituției. De exemplu, convenția din Pennsylvania a dezbătut cincisprezece amendamente, unul fiind despre dreptul indivizilor de a fi înarmați, altul despre statutul milițiilor. Convenția din Massachusetts a ratificat, de asemenea, Constituția alături de o listă de amendamente propuse. În cele din urmă, participanții la Convenția de ratificare din Virginia⁠(d) nu au ajuns la un consens, fiind împărțiți în mod egal între cei care susțineau ratificarea și cei care se împotriveau acesteia; în cele din urmă, federaliștii au căzut de acord cu Bill of Rights pentru a garanta ratificarea. În cazul Statele Unite v. Cruikshank⁠(d) (1876), Curtea Supremă a hotărât că „dreptul de a purta arme nu este acordat de Constituție, iar existența sa nu depinde în niciun fel de acel document. Al doilea amendament [] ne asigură că acel drept nu este încălcat de Congres și singurul său efect este că restrânge puterile Guvernului Național”. În cazul Statele Unite v. Miller⁠(d) (1939), Curtea Supremă a decis că al doilea amendament nu protejează acea categorie de arme care nu are legătură cu conservarea sau randamentul unei miliții bine reglementate”.
În secolul XXI, amendamentul a fost subiectul unor analize academice și judiciare⁠(d). În cazul Districtul Columbia v. Heller, Curtea Supremă a luat o hotărâre importantă⁠(d) și a stabilit că amendamentul protejează dreptul unei persoane de a deține o armă. În cazul McDonald v. Primăria Chicago⁠(d) (2010), Curtea Supremă a clarificat că clauza dreptului la un proces echitabil⁠(d) din al XIV-lea amendament cuprinde și al doilea amendament. În cazul Caetano v. statul Massachusetts⁠(d) (2016) Curtea Suprema și-a reafirmat deciziile anterioare conform cărora „al doilea amendament cuprinde, prima facie, toate instrumentele care constituie arme manevrabile, inclusiv pe acelea care nu existau la momentul fondării [Statelor Unite]” și protecția sa nu este limitată „la acele arme utile în conflicte militare”. Dezbaterea⁠(d) dintre diversele organizații pe subiectul regimului armelor⁠(d) și a dreptului de a deține arme continuă.

## Textul
Există mai multe versiuni ale textului celui de-al doilea amendament, fiecare cu diferențe de majuscule sau de punctuație. Există diferențe între versiunea adoptată de Congres și versiunile ratificate de state. Aceste diferențe au constituit subiectul mai multor dezbateri cu privire la semnificația amendamentului, în special în privința clauzei preliminare.
Textul final, scris de mână, din Legea Drepturilor, așa cum a fost adoptat de Congres, este păstrat în Arhivele Naționale. Aceasta este versiunea ratificată de Delaware și utilizată de Curtea Supremă în cazul Districtul Columbia v. Heller:
| “ | O Miliție bine orânduită, fiind necesară pentru siguranța unui Stat liber, dreptul poporului de a deține și purta arme nu va fi îngrădit. | ” |

Unele versiuni ratificate de state, cum ar fi cea din Maryland, au omis prima sau ultima virgulă. Documentele ratificării din New York, Pennsylvania, Rhode Island și Carolina de Sud conțineau o singură virgulă, dar cu diferențe de capitalizare. Cel din Pennsylvania prevede. Documentul de ratificare din New Jersey nu are virgule.